# Rugby Colorno (féminines)
Ne doit pas être confondu avec Rugby Colorno.
Actualités
Le Rugby Colorno FC est un club féminin de rugby à XV basé à Colorno, dans la province de Parme, en Émilie-Romagne. Il dispute la Serie A Élite, le championnat de première division organisé par la Fédération italienne de rugby.
Son symbole est un rameau d'orne.
Le club dispose d'équipes dans toutes les catégories d'âge et est régulièrement représenté dans les diverses équipes nationales.

## Histoire
La section féminine du club est fondée en 2002, quand de courageuses pionnières décidèrent de se mettre au rugby, entrainées par Sabatino Pace et Marco Finardi. Au sein de ce premier effectif, toutes les joueuse étaient débutantes. L'équipe se baptise White Tigers et, faute d'effectifs, participe uniquement à des compétitions à sept. Cette situation provoque d'ailleurs le départ de certaines joueuses qui préfèrent jouer à XV au sein de clubs voisins comme Piacenza.
En 2005 est décidée la fusion entre Colorno et Viadana, qui donne naissance à l'entité  Riva del Po, enfin en mesure de pratiquer le rugby à XV. Mais dès la saison suivante et avant même d'avoir joué un match, le club adopte l'appellation Rugby Colorno FC et participe à son premier championnat lors de la saison 2006-2007. La saison est difficile mais pas catastrophique (une victoire et sept défaites). Cependant le club n'est pas en mesure de faire face aux exigences du championnat et le Colorno FC se met quasiment en sommeil, maintient uniquement son activité à sept.
Cependant, les passionnées sont toujours là. L'équipe a de très bons résultats et garde un fort enthousiasme qui va progressivement attirer de nouvelles athlètes.
À partir de 2008-2009, l'effectif s'étoffe, des joueuses de très bon niveau (comme l'internationale Chiara Castellarin) reviennent au club et bientôt le Colorno FC est à nouveau en mesure de s'engager dans le championnat national à XV. Le club, notamment sous l'impulsion d'Ivano Iemmi, profite de cet élan pour créer son équipe de moins de 16 ans et mettre aux commandes de l'équipe première un entraineur professionnel : Cristiano Zanini. Colorno fait son retour en Serie A lors de la saison 2010-11.
Dès lors le club va considérablement professionnaliser l'encadrement de l'équipe. On enrôle des assistants, les joueuses ont un préparateur physique. Les résultats sont immédiats : les joueuses de Colorno commencent à apparaitre dans les diverses équipes nationales. Le club joue sa première demi-finale en 2014 (deux défaites contre Monza).
La saison 2015-2016 voit les joueuses de Colorno devenir les Furie Rosse (les furies rouges). La professionnalisation est encore poussée, l'encadrement encore étoffé (Cristian Prestera est le nouvel entraineur). Le club est désormais totalement inscrit dans une démarche de haut niveau. Et en 2017 Colorno dispute sa première finale (défaite contre le Valsugana).
Les joueuses reste mobilisées et dès la saison suivante, elles prennent leur revanche sur le Valsugana et remportent le premier scudetto de l'histoire du club, qui fournit à l'époque douze joueuses à l'équipe nationale.
En 2018-19, les Furie Rosse tenantes du titre se heurtent toutefois à un rival redoutable : le Valsugana qui va les battre en demi-finale.
Cette rivalité naissante est interrompue par la pandémie de Covid-19 qui voit le championnat arrêté pendant deux ans.
La reprise en 2021-22 est poussive (6 victoires et 4 défaites) et Colorno ne passe pas le barrage vers les demies, battu par la Capitolina. Mais l'équipe renoue avec la phase finale en 2022-23, avec une demi-finale (battue par Villorba).
À l'orée du Tournoi des Six Nations 2024, le club voit trois de ses joueuses sélectionnées : Giada Franco, Isabella Locatelli et Alessia Pilani. L'équipe se qualifie pour la poule haute du championnat mais n'est pas de taille face à Villorba et au Valsugana. Elles terminent troisièmes de la poule.
À l'intersaison, le club réussit deux recrutement prestigieux avec le retour de Veronica Madia ainsi que la signature de Valeria Fedrighi qui revient en Italie après six saisons au Stade toulousain. Au mois de juillet, le club reçoit une pénalité de quatre points pour cause d'activité insuffisante de l'école de rugby: en fin de saison, ces quatre points manquants privent les Furie Rosse de finale.

## Palmarès
- Championnes d'Italie en 2018
- Finalistes du championnat d'Italie en 2017
- Finalistes de la Coupe d'Italie en 2025

| Saison    | Classement     | Compétition   | Pts            | MJ             | V              | N              | D              | Phase finale                                    |
| --------- | -------------- | ------------- | -------------- | -------------- | -------------- | -------------- | -------------- | ----------------------------------------------- |
| 2010-2011 | 2e poule 2     | Serie A       | 30             | 8              | 6              | 0              | 2              | non qualifiées                                  |
| 2011-2012 | 1er poule 2    | Serie A       | 26             | 6              | 5              | 0              | 1              | Barragistes (0-51 contre le Valsugana)          |
| 2012-2013 | 5e poule Élite | Serie A       | 13             | 10             | 4              | 0              | 6              | non qualifiées                                  |
| 2013-2014 | 1er poule 2    | Serie A       | 58             | 12             | 12             | 0              | 0              | Demi-finalistes (0-30 et 5-56 contre Monza)     |
| 2014-2015 | 5e poule 1     | Serie A       | 21             | 12             | 4              | 0              | 8              | non qualifiées                                  |
| 2015-2016 | 5e poule A     | Serie A       | 43             | 16             | 9              | 0              | 7              | non qualifiées                                  |
| 2016-2017 | 2e poule 1     | Serie A       | 68             | 16             | 14             | 0              | 2              | Finalistes (0-32 contre le Valsugana)           |
| 2017-2018 | 1er poule 1    | Serie A       | 85             | 18             | 17             | 0              | 1              | Championnes (29-20 contre le Valsugana)         |
| 2018-2019 | 3e poule 1     | Serie A       | 78             | 18             | 16             | 0              | 2              | Demi-finalistes (5-19 contre le Valsugana)      |
| 2019-2020 | 3e poule 1     | Serie A       | 31             | 10             | 6              | 0              | 4              | Saison interrompue (pandémie de Covid-19)       |
| 2020-2021 | -              | Serie A       | saison annulée | saison annulée | saison annulée | saison annulée | saison annulée | saison annulée                                  |
| 2021-2022 | 3e poule 1     | Serie A       | 30             | 10             | 6              | 0              | 4              | Barragistes (5-13 contre la Capitolina)         |
| 2022-2023 | 3e             | Eccellenza    | 50             | 14             | 10             | 0              | 4              | Demi-finalistes (17-19 et 0-10 contre Villorba) |
| 2023-2024 | 3e             | Serie A Élite | 28             | 12             | 5              | 0              | 7              | non qualifiées                                  |
| 2024-2025 | 3e             | Serie A Élite | 55             | 14             | 12             | 0              | 2              | non qualifiées                                  |

## Joueuses notables
- Chiara Castellarin
- Giada Franco
- Isabella Locatelli
- Veronica Madia
- Alessia Pilani
- Alissa Ranuccini
- Silvia Turani

## Hymne
En 2021, le club s'est doté d'un hymne officiel : Non sarai mai solo, composé par le DJ Hunterwolf.